# Кліппертон
Кліппертон (укр. Острів пристрасті, французька La Passion–Clipperton [la pasjɔ̃ klipœʁtɔn], ісп. Isla de la Pasión; англ. Clipperton Island) — кораловий атол у північно-східній частині Тихого океану на захід від Коста-Рики. Належить Франції.

## Географія

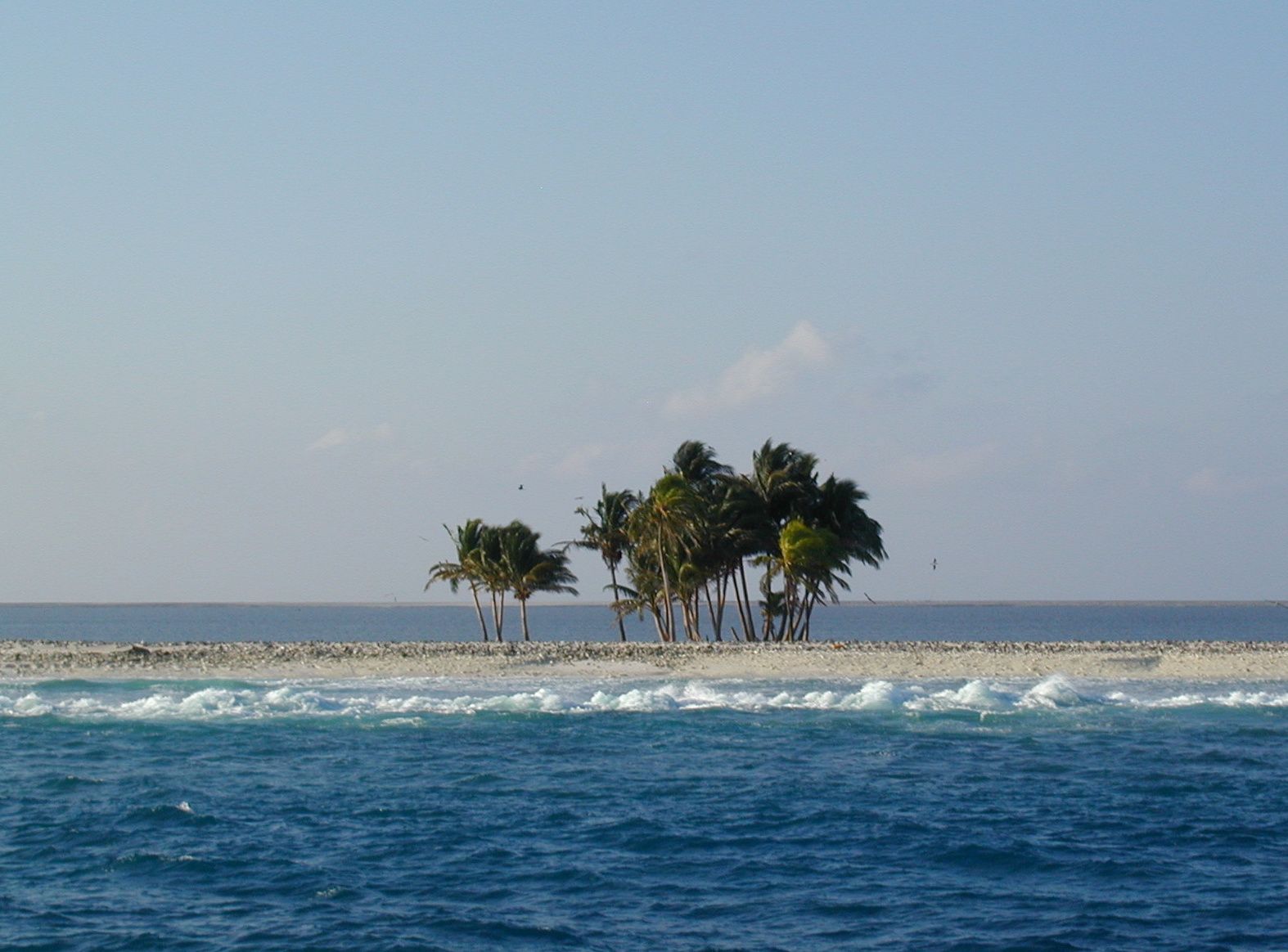
Кокосові пальми на острові Кліппертон.

Відстань від найближчої суші ставить 945 кілометрів (острів Сокорро, який належить Мексиці). Площа острова разом з лагуною ставить 9 км². Найвищою точкою острова є вулканічна скеля висотою 29 метрів. На острові майже повністю відсутня рослинність. Станом на 2001 рік на Кліппертоні нараховувалось 674 кокосових пальм та 5 невеликих ділянок з рослинністю. Клімат на острові тропічний з невеликими температурними коливаннями, проте з сильними тропічними штормами та зливами. Середньомісячна температура на острові рідко опускається нижче + 26,7 °C, а у червні досягає + 28 °C. Нічні та денні коливання температури незначні.

## Історія
Острів Кліппертон названий на честь англійського пірата Джона Кліппертона, який імовірно в 1705 році пропливав повз острів на вкраденій іспанській барці, на борту якої знаходився відомий капер і натураліст Вільям Дампір. Однак будь-яких повідомлень про цю подорож, під час якого острів отримав свою назву, як і згадок про острів під час другого плавання Джона Кліппертона, не збереглося, але вже з 1730—1735 років острів наносився на карти саме під назвою острів Кліппертон.
Багато авторів вважають, що острів могли виявити значно раніше, в XVI–XVII століттях, іспанські мореплавці, а деякі з них стверджують, що острів Кліппертон був відкритий Фернаном Магелланом ще в 1521 році.
3 квітня 1711 року зо два невеликих французьких судна «Принсес» і «Декуверт», що виплили в 1708 році з порту Брест, наткнулися на невідомий острів, який назвали острів Пристрасті (фр. Île de la Passion). Капітан судна «Декуверт» Мішель дю Бокаж і пасажир «Принсес» пан де Прюдомм склали перший докладний опис острова Пристрасті в своїх щоденниках, в тому числі, і першу карту — начерк атола, проте на острові вони не висадилися. Вперше про це відкриття було згадано у пресі в 1725 році, а повні тексти записів про острів Пристрасті були вперше опубліковані тільки в 1912 році (оригінальні документи зберігаються в Національному архіві Франції).
У серпні 1825 року в острові висадилася перша людина — американський капітан Моррелл.
17 листопада 1858 року Кліппертон увійшов до складу Франції. Для цього до атол було направлено судно «Аміраль», на борту якого перебував лейтенант Віктор Кервеген (Kerveguen). Саме він провів офіційну процедуру приєднання острова, який з тих пір став адміністративно підкорятися Французькій Полінезії. В приєднанні острова були зацікавлені багато французьких підприємців, які мали намір добувати на Кліппертоні фосфати, про поклади яких відомо ще з 1856 року, коли США заявили свої права на видобуток на острові пташиного посліду гуано.
Наприкінці XIX століття на острові проведено кілька досліджень, основною метою яких було з'ясування розташування покладів фосфатів. В цей же час компанією з Сан-Франциско «Oceanic phosphate company» почалися перші розробки на Кліппертоні цінної солі ортофосфорної кислоти, яка використовується як фосфатне добриво. Коли в листопаді 1897 року біля Кліппертона причалило французьке військове судно «Дюге-Труен», екіпаж якого виявив на острові трьох робітників «Oceanic phosphate company» , розгорівся дипломатичний скандал між двома країнами. Але зрештою американський уряд пішов на поступки і відмовився від своїх прав на атол.
Однак уже 13 грудня 1897 року Кліппертон був захоплений Мексикою, яка оголосила його своєю власністю на підставі того, що він перебував поблизу її територіальних вод і активно використовувався мексиканськими рибалками та моряками. Також Мексика може розглядатися як правонаступниця Іспанії в регіоні. Мексика відправила на острів військовий гарнізон, який розгорнув на Кліппертоні табір (в ньому проживало 100 чоловік), встановила в 1906 році на скелі Кліппертон маяк і організувала спільно з Великою Британією видобуток фосфатів (острів здавався в оренду «Тихоокеанській компанії» під керівництвом Джона Ерандела). Однак через важкодоступність Кліппертона розробки були економічно невигідні, в результаті відбувалася часта зміна компаній і під час Першої світової війни острів був залишений.
В ході Мексиканської революції уряд Мексики забув про гарнізон солдатів (з їх дружинами і дітьми) на острові, що поставило їх в жорсткі умови виживання. Більшість з них померли від голоду і цинги.
Між Францією і Мексикою розгорівся територіальний конфлікт, що тривав аж до 1931 року. У 1922 році французи виселили з острова декількох виявлених на ньому мексиканців, вважаючи Кліппертон територією своєї країни. У 1930 році Франція звернулася до Міжнародного суду в Гаазі з вимогою офіційно повернути острів. У 1931 році суд доручив вирішити конфлікт королю Італії Віктору Еммануїлу III, який 28 січня 1931 роки повернув Кліппертон у власність Франції.

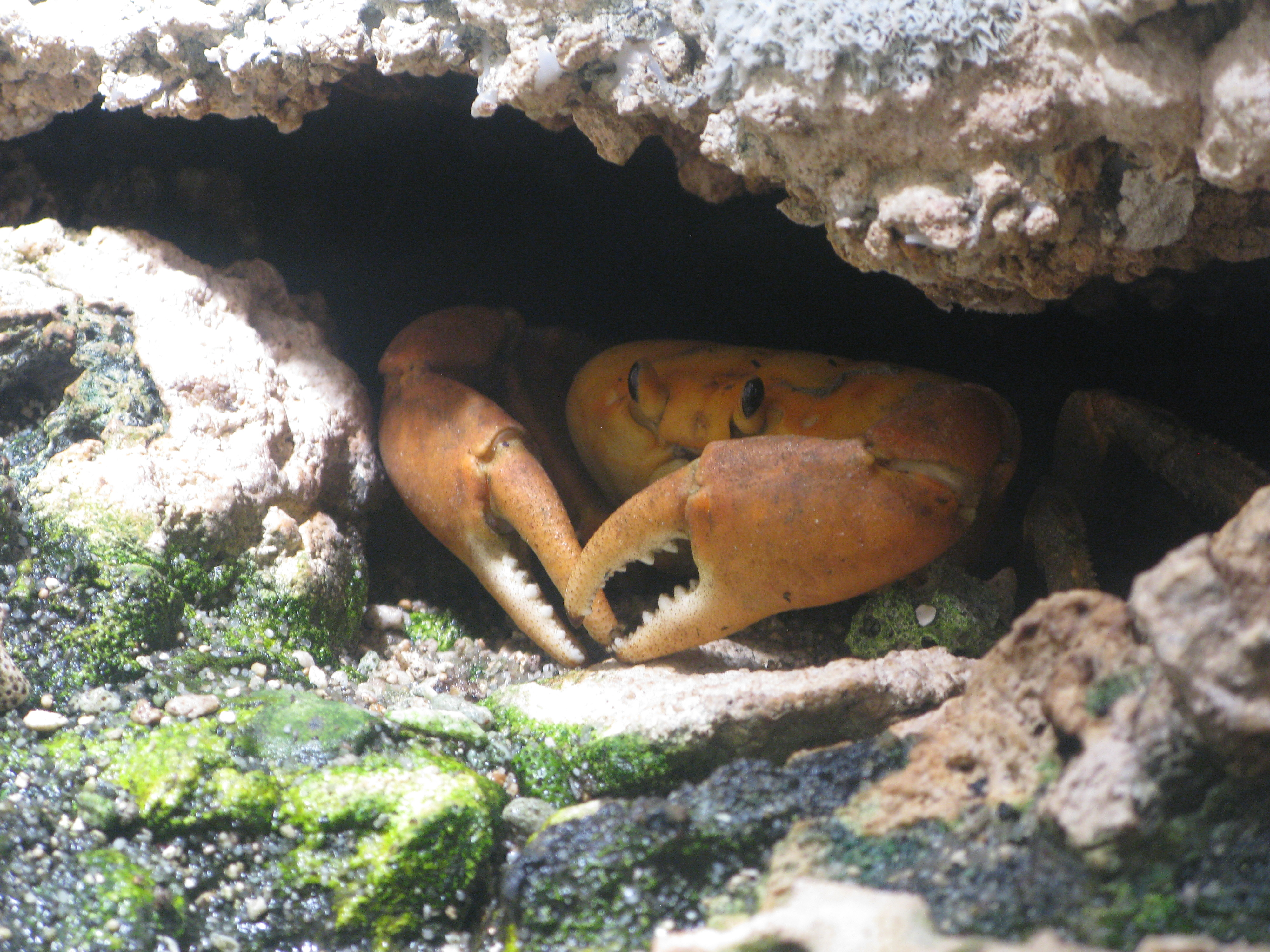
Краб Кліппертону.

Під час Другої світової війни в 1944—1945 роках США окупували острів та організували на ньому надсекретну метеостанцію, що пропрацювала до жовтня 1945 року[джерело?]. Американський президент Франклін Рузвельт був переконаний, що острів може зіграти дуже важливу роль у війні, і дав вказівку розмістити на ньому аеродром і базу для гідролітаків[джерело?]. Коли це стало відомо Франції, стався досить серйозний скандал між двома країнами[джерело?].
Після закінчення Другої світової війни з острова виїхали всі люди. З цих пір Кліппертон в основному відвідують судна ВМФ Франції та мексиканські судна, що займаються виловом тунця і акул. 7 квітня 1980 року на Кліппертоні розгорнута автоматична метеостанція. У 1981 році Академія наук заморських територій рекомендувала уряду Франції створити на острові власну економічну інфраструктуру, побудувавши на Кліппертоні злітно-посадкову смугу й порт у лагуні. Планувалося створення каналів, які з'єднали б лагуну з водами Тихого океану. Однак у зв'язку з географічною ізоляцією атола, його маленьким розміром цей проект був відкинутий.
До 21 лютого 2007 року адміністративно належав до Французької Полінезії, проте зараз управляється напряму Францією.

## Економіка
Острів не заселений, ніякої економічної діяльності на ньому не ведеться. Проте поряд розташовані значні поклади нікелю, кобальту, золота, мангану. Володіння островом дозволяє Франції володіти виключною економічною зоною розміром 440 тис. км². Біля острова описано близько 115 видів риб, проте промисловий промисел ведеться тільки на тунця.